# Województwo lubelskie (1975–1998)
Województwo lubelskie – jedno z 49 województw istniejących w latach 1975–1998. Położone było we wschodniej Polsce. Sąsiadowało z województwami: bialskopodlaskim, siedleckim, radomskim, tarnobrzeskim, zamojskim i chełmskim. W nowym podziale administracyjnym, od 1999 r. ziemie dawnego województwa znalazły się w całości w nowym i większym województwie lubelskim. Siedzibą województwa był Lublin.

## Urzędy Rejonowe
- Urząd Rejonowy w Kraśniku dla gmin: Borzechów, Dzierzkowice, Kraśnik, Urzędów, Wilkołaz i Zakrzówek oraz miasta Kraśnik
- Urząd Rejonowy w Lubartowie dla gmin: Abramów, Borki, Firlej, Jeziorzany, Kamionka, Kock, Lubartów, Michów, Niedźwiada, Ostrówek, Ostrów Lubelski, Serniki i Uścimów oraz miasta Lubartów
- Urząd Rejonowy w Lublinie dla gmin: Bełżyce, Bychawa, Fajsławice, Głusk, Jabłonna, Jastków, Konopnica, Krzczonów, Ludwin, Łęczna, Mełgiew, Milejów, Niedrzwica Duża, Niemce, Piaski, Puchaczów, Rybczewice, Spiczyn, Strzyżewice, Trawniki, Wólka i Wojciechów oraz miast Lublin i Świdnik
- Urząd Rejonowy w Opolu Lubelskim dla gmin: Chodel, Józefów nad Wisłą, Karczmiska, Łaziska, Opole Lubelskie, Poniatowa i Wilków
- Urząd Rejonowy w Puławach dla gmin: Baranów, Garbów, Janowiec, Kazimierz Dolny, Końskowola, Kurów, Markuszów, Nałęczów, Puławy, Wąwolnica i Żyrzyn oraz miast Dęblin i Puławy
- Urząd Rejonowy w Rykach dla gmin: Nowodwór, Ryki, Stężyca i Ułęż

## Wojewodowie
- Mieczysław Stępień – 1 czerwca 1975 – 25 listopada 1980
- Eugeniusz Grabiec – 25 listopada 1980 – 19 grudnia 1981
- Tadeusz Wilk – 19 grudnia 1981 – 14 maja 1988
- Stanisław Sochaj – 14 maja 1988 – 13 września 1990
- Jan Wojcieszczuk – 13 września 1990 – 17 marca 1992
- Adam Cichocki – 8 maja 1992 – 31 grudnia 1993
- Edward Hunek – 28 stycznia 1994 – 20 listopada 1997
- Krzysztof Michalski – 4 stycznia 1998 – 31 grudnia 1998

## Miasta i ludność miast na dzień 31.12.1998
- Lublin – 355 500
- Puławy – 50 971
- Świdnik – 43 454
- Kraśnik – 35 500
- Lubartów – 23 579
- Łęczna – 21 689
- Dęblin – 17 890
- Poniatowa – 10 012
- Ryki – 9734
- Opole Lubelskie – 8900
- Bychawa – 5480

## Gminy
- Gmina Abramów
- Gmina Baranów
- Gmina Bełżyce
- Gmina Borki
- Gmina Borzechów
- Gmina Bychawa
- Gmina Chodel
- Gmina Dzierzkowice
- Gmina Fajsławice
- Gmina Firlej
- Gmina Garbów
- Gmina Głusk
- Gmina Jabłonna
- Gmina Janowiec
- Gmina Jastków
- Gmina Jeziorzany
- Gmina Józefów nad Wisłą
- Gmina Kamionka
- Gmina Karczmiska
- Gmina Kazimierz Dolny
- Gmina Kock
- Gmina Konopnica
- Gmina Końskowola
- Gmina Kraśnik
- Gmina Krzczonów
- Gmina Kurów
- Gmina Lubartów
- Gmina Ludwin
- Gmina Łaziska
- Gmina Łęczna
- Gmina Markuszów
- Gmina Mełgiew
- Gmina Michów
- Gmina Milejów
- Gmina Nałęczów
- Gmina Niedrzwica Duża
- Gmina Niedźwiada
- Gmina Niemce
- Gmina Nowodwór
- Gmina Opole Lubelskie
- Gmina Ostrówek
- Gmina Ostrów Lubelski
- Gmina Piaski
- Gmina Poniatowa
- Gmina Puchaczów
- Gmina Puławy
- Gmina Rybczewice
- Gmina Ryki
- Gmina Serniki
- Gmina Spiczyn
- Gmina Stężyca
- Gmina Strzyżewice
- Gmina Trawniki
- Gmina Ułęż
- Gmina Urzędów
- Gmina Uścimów
- Gmina Wąwolnica
- Gmina Wilkołaz
- Gmina Wilków
- Gmina Wojciechów
- Gmina Wólka
- Gmina Zakrzówek
- Gmina Żyrzyn

## Powstałe powiaty z ziem starego woj. lubelskiego
- Lublin – powiat grodzki
- Powiat krasnostawski – powiat ziemski – tylko miejscowości gminy Fajsławice
- Powiat kraśnicki – powiat ziemski – miejscowości gmin miejskiej Kraśnik, Dzierzkowice, Kraśnik, Urzędów, Wilkołaz i Zakrzówek
- Powiat lubartowski – powiat ziemski – w całości
- Powiat lubelski – powiat ziemski – miejscowości gmin Bełżyce, Borzechów, Bychawa, Garbów, Głusk, Jabłonna, Jastków, Konopnica, Krzczonów, Niedrzwica Duża, Niemce, Strzyżewice, Wojciechów i Wólka
- Powiat łęczyński – powiat ziemski – miejscowości gmin Ludwin, Łęczna, Milejów, Puchaczów, Spiczyn
- Powiat opolski – powiat ziemski – w całości
- Powiat puławski – powiat ziemski – w całości
- Powiat radzyński – powiat ziemski – tylko miejscowości gminy Borki
- Powiat rycki – powiat ziemski – miejscowości gmin miejskiej Dęblin, Nowodwór, Ryki, Stężyca i Ułęż
- Powiat świdnicki – powiat ziemski – w całości

## Ludność w latach
| Rok                    | Liczba mieszkańców |
| ---------------------- | ------------------ |
| 1975 (31 grudnia)      | 885 tys.           |
| 1976 (31 grudnia)      | 896,4 tys.         |
| 1977 (31 grudnia)      | 908 tys.           |
| 1978 (spis powszechny) | 914 613            |
| 1978 (31 grudnia)      | 914,8 tys.         |
| 1979 (31 grudnia)      | 925,1 tys.         |
| 1980 (31 grudnia)      | 935,2 tys.         |
| 1983 (31 grudnia)      | 967,5 tys.         |
| 1985 (31 grudnia)      | 985,4 tys.         |
| 1986                   | 991,5 tys.         |
| 1987                   | 997,3 tys.         |
| 1988                   | 1006,2 tys.        |
| 1989 (31 grudnia)      | 1013,4 tys.        |
| 1990 (30 czerwca)      | 1015 tys.          |
| 1990 (31 grudnia)      | 1016,4 tys.        |
| 1991 (31 grudnia)      | 1019,6 tys.        |
| 1992 (31 grudnia)      | 1021,4 tys.        |
| 1993 (30 czerwca)      | 1022,3 tys.        |
| 1994 (31 grudnia)      | 1025,1 tys.        |
| 1995 (30 czerwca)      | 1026,6 tys.        |
| 1995 (31 grudnia)      | 1026,8 tys.        |
| 1997 (31 grudnia)      | 1027,5 tys.        |